# Volker Rödel (Denkmalpfleger)
Volker Rödel (* 1941 in Dresden; † 2017 in Frankfurt am Main) war ein deutscher Architekt und Denkmalpfleger.

## Leben
Nach dem Abitur 1959 absolvierte er eine Ausbildung zum Feinmechaniker. Er ging 1961 in die Bundesrepublik Deutschland. Ab 1963 studierte er Architektur an der Universität Karlsruhe (1969 mit Diplom bei Egon Eiermann). Er war angestellter Architekt, von 1971 bis 1973 als Grabungsarchitekt bei der Deutschen Miletgrabung in der Türkei und danach bis 1975 freiberuflich tätig. Von 1976 bis 1981 arbeitete er beim Wiederaufbau Alte Oper in Frankfurt am Main mit. Er war beim Denkmalamt Frankfurt am Main bis zum Ruhestand 2003 zuständig für Inventarisation, wissenschaftliche Bearbeitung und praktische Denkmalpflege. Er wurde 1985 am Fachbereich Architektur der TH Darmstadt zur Fabrikarchitektur in Frankfurt am Main promoviert. Von 1988 bis 1997 leitete er das Staatsarchiv Wertheim in Bronnbach.

## Schriften (Auswahl)
- Ingenieurbaukunst in Frankfurt am Main 1806–1914. Frankfurt am Main 1983, ISBN 3-7973-0410-2.
- Fabrikarchitektur in Frankfurt am Main, 1774–1924. Die Geschichte der Industrialisierung im 19. Jahrhundert. Frankfurt am Main 1986, ISBN 3-7973-0435-8.
- Reclams Führer zu den Denkmalen der Industrie und Technik in Deutschland. Band 1: Alte Länder. Stuttgart 1992, ISBN 3-15-010376-2.
- Reclams Führer zu den Denkmalen der Industrie und Technik in Deutschland. Band 2: Neue Länder. Stuttgart, 1998, ISBN 3-15-010377-0.
- Der Frankfurter Hauptfriedhof, Denkmaltopographie der Stadt Frankfurt am Main. Frankfurt am Main, 1999, ISBN 3-921606-35-7.
- Die Eisenbahn in Hessen, Denkmaltopographie Bundesrepublik Deutschland, Kulturdenkmäler in Hessen. Band 1, Stuttgart, 2005, ISBN 3-8062-1917-6.
- Der Hauptbahnhof zu Frankfurt am Main, Aufstieg, Fall und Wiedergeburt eines Großstadtbahnhofs. Stuttgart, 2006, ISBN 3-8062-2043-3.
- 100 Jahre Wasserwerk Hattersheim. Hrsg. Hessenwasser GmbH & Co. KG, 2007, ISBN 978-3-921606-60-5.
- Die Frankfurter Stadtteilfriedhöfe, Denkmaltopographie der Stadt Frankfurt am Main. Frankfurt am Main, 2007, ISBN 978-3-921606-61-2
- 125 Jahre Grundwasserwerk Eschollbrücken. Geschichte, Technik, Wasserwirtschaft. Festschrift. Frankfurt am Main 2005, ISBN 3-921606-56-X.
- Baden unter Palmen. Flußbäder in Frankfurt am Main 1800–1950. Frankfurt am Main 2013, ISBN 3-943407-13-6.